# Anders Andersson
Anders Andersson (født 15. marts 1974 i Tomelilla) er en tidligere svensk fodboldspiller. Han har spillet 27 kampe for Sveriges fodboldlandshold, hvor han var i truppen til EM i fodbold i 2000 og 2004. Han spillede for AaB i årene 1999-2001, hvorefter han skiftede til Benfica.